# Liste der Baudenkmäler in Pullach im Isartal

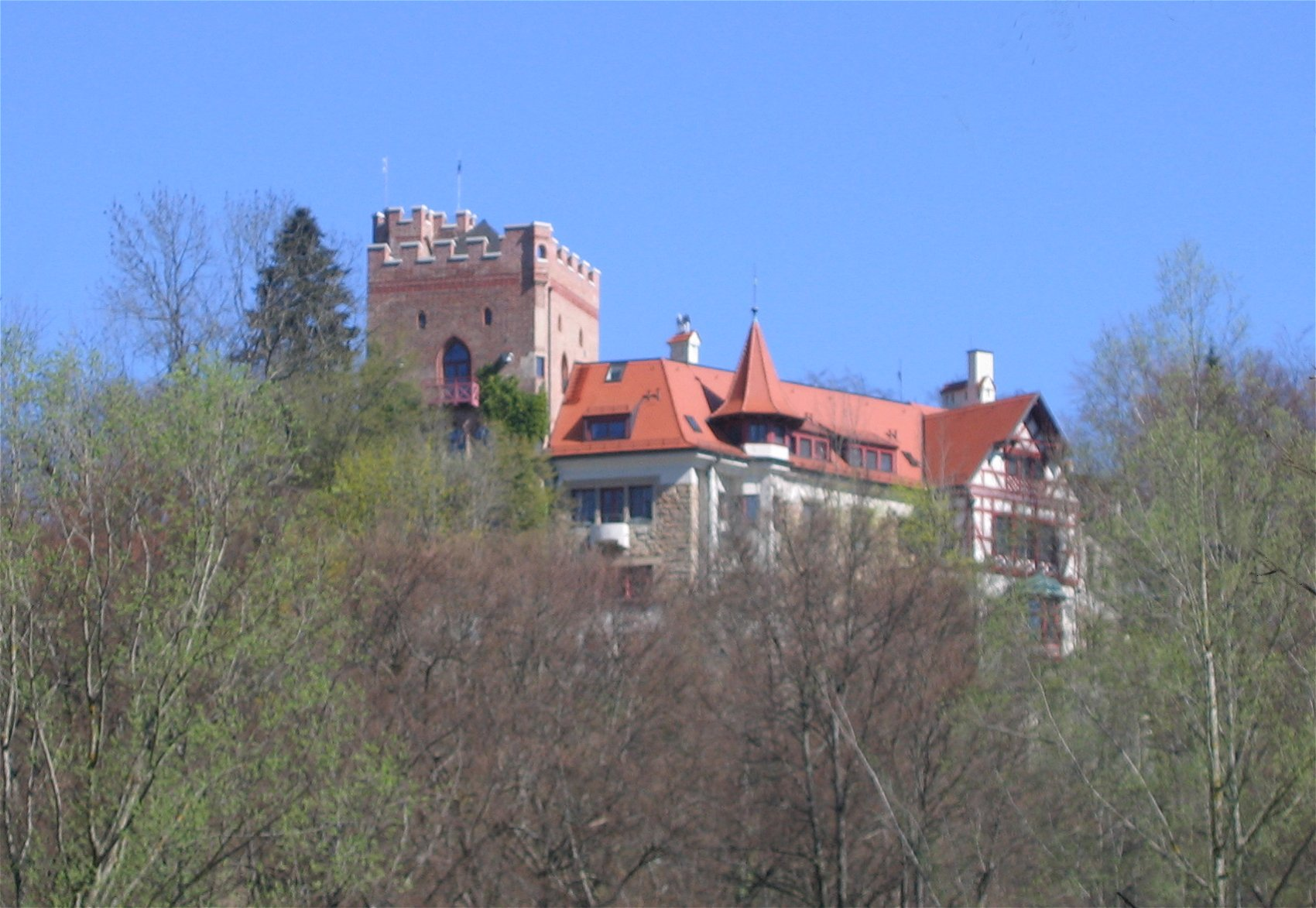
Burg Schwaneck bei Pullach

Auf dieser Seite sind die Baudenkmäler in der oberbayerischen Gemeinde Pullach im Isartal zusammengestellt. Diese Tabelle ist eine Teilliste der Liste der Baudenkmäler in Bayern. Grundlage ist die Bayerische Denkmalliste, die auf Basis des Bayerischen Denkmalschutzgesetzes vom 1. Oktober 1973 erstmals erstellt wurde und seither durch das Bayerische Landesamt für Denkmalpflege geführt wird. Die folgenden Angaben ersetzen nicht die rechtsverbindliche Auskunft der Denkmalschutzbehörde.

## Ensembles

### Ensemble Sogenannte Stabsleitersiedlung
Die sogenannte Stabssiedlung ist eine einheitlich geplante Gesamtanlage von architekturgeschichtlicher und wegen ihrer Bewohner von herausragender geschichtlicher Bedeutung. Seit Mitte der 1930er Jahre erwarb Martin Bormann, Reichsleiter und Stabsleiter in der Dienststelle Heß, Grundstücke bis zu einer Größe von etwa 80 ha im nördlichen Gemeindegebiet von Pullach. Der Ankauf entstand im Auftrag der NSDAP und mit den finanziellen Mitteln dieser Partei für die Errichtung der geplanten „Siedlung des Stabes des Stellvertreters des Führers“. 
Neben Martin Bormann lebten in der Siedlung weitere hochrangige Mitarbeiter des Stabes und damit der Verwaltung der NS-Diktatur. Unter der Bauleitung des Architekten Roderich Fick, der mit den Planungen spätestens im Januar 1936 beauftragt wurde, konnte die Siedlung wohl bis 1940 fertig gestellt werden. Als kriegswichtig eingestuftes Bauprojekt verzögerte auch der Ausbruch des Zweiten Weltkriegs die Arbeiten nicht.
Das Siedlungskonzept folgt einem streng auf eine Längsachse bezogenen, orthogonalen Grundschema. Das in dieser Mittelachse situierte Stabsleiterhaus, ein mächtiger Walmdachbau, dient als formales und inhaltliches, d. h. architektonisches und machtpolitisches Zentrum der Wohnsiedlung, deren Wohngebäude um den ebenfalls in der Mittelachse der Anlage gelegenen zentralen Rechteckplatz gruppiert sind. Aus diesem Achsenbezug herausgenommen und etwas abgerückt von der eigentlichen Wohnsiedlung wurden Wirtschaftsgebäude und Personalwohnungen errichtet. In der Mittelachse gegenüber dem Stabsleiterhaus erbaute man 1943 den sogenannten Kindergarten mit einem Luftschutzkeller. Grün- und Gartenanlagen waren Bestandteil der Gesamtkonzeption des Landschaftsarchitekten Alwin Seifert.
Die Grundstücke wurden entlang des Sonnenwegs auf beiden Straßenseiten parzelliert, an der Heilmannstraße dagegen nur entlang ihrer Westseite. Auf den 27 Parzellen etwa gleicher Größenordnung wurden 23 Einfamilienhäuser und vier Doppelwohnhäuser als typengleiche zweigeschossige Walmdachbauten errichtet. Die freistehenden Häuser wurden untereinander durch Mauerzüge und Pergolen verbunden. Gartengrundstücke großzügigen Zuschnitts säumen die große Grünfläche des in der Mitte gelegenen Rechteckplatzes. Diesen zentralen Rechteckplatz ließ Seifert an seinen Rändern mit Bäumen bepflanzen.
Das Gebäude des Stabsleiters erhielt durch den südlich (an seine Rückseite) angrenzenden Skulpturengarten städtebaulich, architektonisch und künstlerisch eine zusätzliche Aufwertung. Die Gestaltung stammte auch hier von Seifert, wobei Skulpturen von Josef Thorak und Fritz Klimsch in dem Garten Aufstellung fanden. Ein ummauerter Vorplatz, von dem aus ein Zugangsweg unmittelbar in den zentralen Platzraum mündete, betont die
Sonderstellung des Gebäudes ebenso wie der hakenförmige, niedrigere Wirtschaftsflügel an der Westseite, der seinerseits das strenge Achsenprinzip durchbrach.
Im unmittelbaren Nähebereich des Stabsleiterhauses, östlich der Gartenanlage, wurde eine große Gärtnerei mit Gewächshäusern eingerichtet, südöstlich eingefasst durch das Wohngebäude des Gartenverwalters sowie das Gebäude für die Gärtnereigeräte. Gerade diese Gärtnerei ist für das Konzept der Siedlung von besonderer Bedeutung. Aus persönlicher Überzeugung plante Seifert diesen unter dem Aspekt einer biologisch-dynamischen Bewirtschaftung, darin unterstützt von Rudolf Heß.
Deutlich abgerückt von der Siedlung dagegen entstanden weiter südlich, entlang der Heilmannstraße ein eigener Baukomplex, die Kraftfahrzeug-Werkstatt und -halle sowie Kraftfahrer-Unterkunftsgebäude, und rechtwinklig dazu, bereits an der Margaretenstraße gelegen, Angestelltenwohngebäude. Weitere drei Kraftfahrer-Wohngebäude entstanden östlich der Heilmannstraße.
Alle Bauten des Architekten Roderich Ficks zeigen folgende typische Merkmale auf: flächige Putzbauten mit regelmäßigen Achsen, Sockellosigkeit, knapp aufsitzende Walmdächer, Bündigkeit zwischen Fenster und Wand, portalartige Fassung des Eingangs durch schmalen Natursteinrahmen, sich nach außen öffnende Fensterflügel. Die einheitliche Planung und die Einheit der Architektursprache begründen die Einheit der Siedlung.
Aktennummer: E-1-84-139-2

## Baudenkmäler nach Gemeindeteilen

### Pullach
| Lage                                                                                               | Objekt                                                          | Beschreibung | Akten-Nr.     | Bild                                                           |
| -------------------------------------------------------------------------------------------------- | --------------------------------------------------------------- | --- | ------------- | -------------------------------------------------------------- |
| Bahnhofstraße 10 (Standort)                                                                        | Ehemaliger Isartalbahnhof Pullach                               | Erdgeschossige Bahnsteighalle über drei gusseisernen Stützen zwischen zwei zweigeschossigen Walmdachpavillons, verputzter Bau mit Sichtziegeldekor, um 1890 | D-1-84-139-31 | weitere Bilder                                                 |
| Burgweg 6 (Standort)                                                                               | Burg Schwaneck                                                  | Im Sinne der romantischen Bewegung entstandene Anlage von Ludwig Schwanthaler für sich selbst Vielgliedriger Bau nach Art einer mittelalterlichen Ritterburg mit Wohnturm, Hauskapelle St. Hubertus, Treppenturm, Ost- und Südflügel, Rundturm, Vorhof, umgeben von einer Ringmauer, nach Plänen von Friedrich von Gärtner, 1840/42, Erweiterung der Anlage nach 1863 und 1902; mit Ausstattung                                   | D-1-84-139-3  | weitere Bilder                                                 |
| Emil-Riedl-Weg 13, 15, 17, 19, 21, 23, 25, Heilmannstraße 24, 24 a (Standort)                      | Bunker „Hagen“ des ehemaligen Führerhauptquartiers „Siegfried“  | Stahlbetonbau auf rechteckigem Grundriss mit zwei Zugängen, vom Architekturbüro Hermann Giesler, 1943/44 | D-1-84-139-69 | Bunker „Hagen“ des ehemaligen Führerhauptquartiers „Siegfried“ |
| Gistlstraße 58 (Standort)                                                                          | Ehemaliges Baubüro der Gartenstadt Pullach                      | Erdgeschossiges Holz-Fertighaus mit flachem Walmdach, nach Typen-Entwurf von Richard Riemerschmid, 1920/30 | D-1-84-139-29 | Ehemaliges Baubüro der Gartenstadt Pullach                     |
| Habenschadenstraße 4 (Standort)                                                                    | Ehemaliges Bauernhaus, sogenannter Seitnerhof                   | Zweigeschossiger Einfirsthof mit Satteldach und Putzbandgliederungen, Mitte 19. Jahrhundert | D-1-84-139-4  | weitere Bilder                                                 |
| Habenschadenstraße 4 a (Standort)                                                                  | Laufbrunnen, sogenannter Heilig-Geist-Brunnen                   | Sandsteinbecken mit Wassersäule in Form eines Bildstocks, Anfang 20. Jahrhundert | D-1-84-139-5  | weitere Bilder                                                 |
| Habenschadenstraße 8 (Standort)                                                                    | Wohnhaus                                                        | Zweigeschossiger verputzter Satteldachbau, Mitte 19. Jahrhundert | D-1-84-139-6  | weitere Bilder                                                 |
| Habenschadenstraße 14 (Standort)                                                                   | Wohnhaus                                                        | Zweigeschossiger Satteldachbau mit Eckturm, im Reformstil, vom Architekturbüro Ludwig Stadler und Julius Necker, 1907/08 | D-1-84-139-86 | weitere Bilder                                                 |
| Habenschadenstraße 19 (Standort)                                                                   | Landhaus                                                        | Eingeschossiger Putzbau mit tief herunter gezogenem Mansarddach mit Schopf und Zwerchgiebeln, im barockisierenden Jugendstil, von Joseph Bichlmeier für sich selbst errichtet, 1905/06 | D-1-84-139-7  | Landhaus                                                       |
| Habenschadenstraße 25 (Standort)                                                                   | Wohnhaus                                                        | Zweigeschossiger Walmdachbau mit tiefer konkaver Eingangsnische, überstehendem Walmdach, barockisierenden Putzrahmungen, Erker und Zwerchhaus an der Ostseite, im Reformstil, von Gebr. Rank, 1907 | D-1-84-139-8  | Wohnhaus                                                       |
| Hans-Keis-Straße 61 (Standort)                                                                     | Staatliches Gymnasium Pullach, jetzt Otfried-Preußler-Gymnasium | ringförmig um einen erhöhten unregelmäßig-polygonalen Hof mit gerastertem Pflaster und Treppenanlagen angeordneter Flachdachbau, teils mit Sheddächern, nach außen hin als verbundene Einzelbauten mit Rasterfassaden aus Betonfertigteilen mit zusammengefassten Fenster- und Türelementen charakterisiert, von Werner Fauser und Herbert Kriegisch, 1970-73; künstlerische Gesamtgestaltung von Manfred Mayerle, gleichzeitig   | D-1-84-139-92 | weitere Bilder                                                 |
| Heilmannstraße (Standort)                                                                          | Mariensäule                                                     | In Form eines gotisierenden Bündelpfeilers mit Strahlenkranzmadonna, Ende 19. Jahrhundert | D-1-84-139-2  | weitere Bilder                                                 |
| Heilmannstraße 15, 17, 19, 21, 21 a, 23, 25, 27, 29, 31, 33, 35, 37, 39, 41, 43, 45, 47 (Standort) | Ehemaliges Stabsleiterhaus                                      | Breit gelagerter, zweigeschossiger Walmdachbau mit hakenförmigem, eingeschossigen Nebenflügel im klassizistisch-historisierenden Stil, von Roderich Fick, 1936–40 Zugehöriger Garten, von Alwin Seifert, 1936–40 Im Garten drei Figuren: stehender weiblicher Akt, von Josef Thorak, stehender weiblicher Akt und sitzender Akt (Galatea), beide von Fritz Klimsch, alle 2. Hälfte 1930er Jahre Zugehöriger Vorhof mit Ummauerung | D-1-84-139-39 | Ehemaliges Stabsleiterhaus                                     |
| Heilmannstraße 43, 45 (Standort)                                                                   | Sogenannter Kindergarten über Luftschutzbunker                  | Eingeschossiger Walmdachbau mit seitlichen Risaliten in Heimatschutzstil, wohl von Hermann Giesler, 1943 | D-1-84-139-40 | Sogenannter Kindergarten über Luftschutzbunker                 |
| Josef-Heppner-Straße 11 (Standort)                                                                 | Wohnhaus der ehemaligen Gartenstadt Pullach                     | Zweigeschossiges Holz-Fertighaus mit Zeltdach und Fensterband, nach Typen-Entwurf von Richard Riemerschmid, 1926 | D-1-84-139-28 | Wohnhaus der ehemaligen Gartenstadt Pullach                    |
| Nähe Hochleite (Standort)                                                                          | Laufbrunnen, sogenanntes Jaiserbrünnerl                         | Zur Erinnerung an Wilhelm Jaiser, in Form eines Bildstocks mit Figur des Hl. Christopherus, Nagelfluh, bezeichnet mit „1932“ | D-1-84-139-11 | weitere Bilder                                                 |
| Hochleite (Standort)                                                                               | Gabriel-von-Seidl-Denkmal                                       | Säulenartig stilisierte Figur des Hl. Georg aus Sandstein, von Julius Seidler, bezeichnet mit „1922“ | D-1-84-139-12 | weitere Bilder                                                 |
| Kirchplatz 1 (Standort)                                                                            | Gasthaus Rabenwirt                                              | 22 Fensterachsen langer zweigeschossiger Traufseitbau von besonderer städtebaulicher Bedeutung, um 1850/60, Ausbau um 1900 Ehemaliger Saalbau, zweigeschossiger Mansardwalmdachbau mit polygonalem Erker und mehrgeschossiger Substruktion, neubarock, von Franz Rank, 1907 | D-1-84-139-13 | weitere Bilder                                                 |
| Kirchplatz 3 (Standort)                                                                            | Alte Heilig-Geist-Kirche                                        | Ehemalige katholische Pfarrkirche, jetzt Nebenkirche Spätgotischer Saalbau mit polygonalem Chorschluss und Westturm mit Spitzhelm und aufgepfropfter Zwiebelhaube, Ende 15. Jahrhundert, Barockisierung 17./18. Jahrhundert; mit Ausstattung Ehemaliger Friedhof mit schmiedeeisernen Grabkreuzen in barocken Formen, 19./20. Jahrhundert Friedhofsummauerung des 18./19. Jahrhundert                                             | D-1-84-139-14 | weitere Bilder                                                 |
| Münchener Straße 60 (Standort)                                                                     | Villa                                                           | zweigeschossiger Satteldachbau über hohem Sockelgeschoss mit Zwerchhaus, polygonalem Standerker, hölzernen Balkonen und weitem Dachüberstand mit Zierwerk, im Schweizerhaus-Stil, von Philipp Avril, 1900, Umbau und Umnutzung zum Walderholungsheim der Armen Schulschwestern, 1925; Portiunkulakapelle, Saalbau mit polygonalem Schluss, Satteldach und Dachreiter, 1934; mit Ausstattung                                       | D-1-84-139-93 | BW                                                             |
| Wolfratshauser Straße 30, 32 (Standort)                                                            | Berchmanskolleg                                                 | Ehemaliges Jesuitenkolleg, jetzt Erzbischöfliche Tagesheimschulen Pullach Monumentale neubarocke Zweiflügelanlage, dreigeschossig, mit Mansarddächern, Gauben und Putzgliederungen, Westtrakt mit mittlerem Turmrisalit (ehemals mit Kuppel), um 1925, neuromanische Hauskirche 1927 von Guinin und Müller/München Mit Einfriedungsmauer                                                                                          | D-1-84-139-15 | weitere Bilder                                                 |

### Großhesselohe
| Lage                                                               | Objekt                                         | Beschreibung | Akten-Nr.               | Bild           |
| ------------------------------------------------------------------ | ---------------------------------------------- | --- | ----------------------- | -------------- |
| An der Isar 2 (Standort)                                           | Ehemaliges Brunnwärterhaus                     | Erdgeschossiger Putzbau auf hohem Sockelgeschoss mit Flachsatteldach, dendro.dat. 1763, verändert 1894 | D-1-84-139-17           | weitere Bilder |
| Bahnhofplatz 1, 2 (Standort)                                       | Ehemaliger Staatsbahnhof Großhesselohe         | Zwei zweigeschossige Kopfbauten, ehemals durch erdgeschossigen Bahnsteigtrakt verbunden, Backsteinbauten mit z. T. verbrettertem Obergeschoss und Kreuzdächern, 1870 | D-1-84-139-22           | weitere Bilder |
| Bahnhofplatz 4 (Standort)                                          | Wohnhaus der ehemaligen Isartalbahn            | zweigeschossiger Backsteinbau mit Geschossgliederung und Satteldach, letztes Viertel 19. Jahrhundert | D-1-84-139-22 zugehörig | weitere Bilder |
| Bahnhofplatz 5 (Standort)                                          | Wohnhaus der ehemaligen Isartalbahn            | zweigeschossiger Backsteinbau mit Geschossgliederung und Satteldach, letztes Viertel 19. Jahrhundert | D-1-84-139-22 zugehörig | weitere Bilder |
| Georg-Kalb-Straße 3 (Standort)                                     | Gasthaus, sogenannte Waldwirtschaft            | Zweigeschossiger verputzter Walmdachbau, Mitte 19. Jahrhundert Toilettenhäuschen, zwei leicht versetzte kubische Baukörper mit Walmdach und Oberlichtband, mit Anklängen an den Stil des Art déco, um 1920 | D-1-84-139-19           | weitere Bilder |
| Georg-Kalb-Straße 3 a (Standort)                                   | Katholische Kirche zur Heiligen Dreifaltigkeit | Barocker schmaler Saalbau mit dreiseitigem Chorschluss, hoher Vorhalle und hölzernem Dachreiter mit Zwiebelhaube, 1698, Veränderung 1755; mit Ausstattung | D-1-84-139-18 Wikidata  | weitere Bilder |
| Georg-Kalb-Straße 7 (Standort)                                     | Ehemaliges Brauereinebengebäude                | Schmaler klassizistischer Satteldachbau mit Rundbogenfenstern, um 1820 | D-1-84-139-20           | weitere Bilder |
| Georg-Kalb-Straße 8 (Standort)                                     | Montgelas-Schlösschen                          | Ehemalige Schwaige Hesselohe des Münchner Hl.-Geist-Spitals, dann Sommerschlösschen, zweigeschossiger Einflügelbau auf hohem Kellergeschoss mit sehr flachem Walmdach und zwei vorgelagerten Belvederetürmen, im Kern vor 1835, dann klassizistischer Ausbau durch Jean Baptiste Metivier für Maximilian Graf Montgelas | D-1-84-139-21           | weitere Bilder |
| Nähe Heilmannstraße (Standort)                                     | Wasserturm                                     | Ehemalige königliche Hofbrunnwerke, runde Anlage mit Putzgliederung und weit vorkragendem Abschlussgeschoss mit Zeltdach, bezeichnet mit „1895“ Abweichend davon steht über dem Eingang der Schriftzug: „Wasserthurm der K. Hofbrunnwerke – Erbaut 1898“                                                                | D-1-84-139-16           | weitere Bilder |
| Hilariastraße 1 (Standort)                                         | Villa                                          | Zweigeschossiger Walmdachbau mit über Eck gestelltem Turm, Eingangsvorbau und Veranda, im historisierenden Stil, von Heinrich Krefft, 1903/04 | D-1-84-139-32           | weitere Bilder |
| Isar; Werkkanal (Standort)                                         | Isarwehr                                       | Anlage zur Regulierung der Wasserstände der Isar und des Werkkanals, im Flusslauf errichtete Sperren aus Stampfbeton mit veränderbaren Wehren und Trennwehr, Überlauf und Wehr für Flößerei; Schleusenwärterhaus, erdgeschossiger Satteldachbau; nach architektonischer Gestaltung wohl von August Blößner, 1906-08     | D-1-84-139-90           | weitere Bilder |
| Kreuzeckstraße 23, 23 a, 23 b (Standort)                           | Bahnhof Großhesselohe der Isartalbahn          | Zwei unterschiedlich große Pavillons mit eingespanntem erdgeschossigem Bahnsteigtrakt, roter und gelber Backstein, 1891 | D-1-84-139-24           | weitere Bilder |
| Bahnlinie München–Lenggries; Nähe Großhesseloher Straße (Standort) | Eisenbahnbrücke                                | Brücke der Isartalbahn, um 1890 als dreiteilige Eisenkonstruktion zwischen betonierten Widerlagern errichtet; Teil der 1891 eröffneten Isartalbahnstrecke München-Ebenhausen; westlich des Staatsbahnhofs Großhesselohe                                                                                                 | D-1-84-139-33           | weitere Bilder |

### Höllriegelskreuth
| Lage                                             | Objekt                                        | Beschreibung | Akten-Nr.     | Bild           |
| ------------------------------------------------ | --------------------------------------------- | --- | ------------- | -------------- |
| Grünwalder Brücke 1; Nähe Brückenwirt (Standort) | Ehemaliger Höllriegel-Park                    | Kleiner Landschaftsgarten am westlichen Isarhang mit kulissenartiger Anordnung einzelner architektonischer Elemente, von Franz Höllriegel, Mitte 19. Jahrhundert: Kapelle zur Erinnerung an den Gründer und Namensgeber des Ortes Höllriegel, auf einem kleinen Hügel errichtet, neugotisch, bezeichnet mit „1852“; Kleine Aussichtsterrasse mit Resten von zwei Steinbänken, Nagelfluh, Mitte 19. Jahrhundert; Reste der sogenannten Bierhütte beziehungsweise. Ateliergebäude, Mitte 19. Jahrhundert; Fundamentreste des Monopteros, Nagelfluhblöcke, 1854; Andachtskreuz, auf einem Nagelfluhhügel, bezeichnet mit „1855“, mit steinerner Betbank; Mariensäule (Torso), Pfeiler aus weißem Kalkstein, mit Inschrift, 1858 | D-1-84-139-26 | weitere Bilder |
| Grünwalder Brücke 1 (Standort)                   | Brückenwirt                                   | Ehemaliges Gutshaus und Herberge, jetzt Ausflugsgasthaus, zweigeschossiger Satteldachbau im Stil eines oberbayerischen Einfirsthofes, von Franz Höllriegel, 1848 | D-1-84-139-25 | Brückenwirt    |
| Josef-Breher-Weg 2 (Standort)                    | Villa für Kurt Grelling                       | Erdgeschossiger Bau mit hohem, abgewalmtem Mansarddach, holzverschalten Giebelseiten und Bodenerker an der Südseite, Veranden an der Ost- und Westseite, von Gustav von Cube im Reformstil, 1912/13 | D-1-84-139-34 | weitere Bilder |
| Josef-Breher-Weg 3 (Standort)                    | Villa für Otto Luppe                          | Zweigeschossiger Mansardwalmdachbau über hohem Sockelgeschoss, mit erdgeschossigem Anbau nach Norden, Mittelrisalit der straßenseitigen Fassade durch Lisenen gegliedert und im Dach durch Altane abgeschlossen, in klassizisierenden Jugendstilformen, von Gustav von Cube, 1913/14: Terrasse zur Gartenseite hin | D-1-84-139-35 | weitere Bilder |
| Zugspitzstraße 15 (Standort)                     | Villa Bellemaison des Dichters Carl Sternheim | Palastartige zweigeschossige Anlage auf hohem Kellergeschoss mit Mansardwalmdach, Mittelrisalit, reicher architektonischer Fassadengliederung und Freitreppe, im Stil Louis XVI., von Gustav von Cube, 1908; Park mit großem marmornem Brunnenbecken | D-1-84-139-27 | weitere Bilder |

## Ehemalige Baudenkmäler
In diesem Abschnitt sind Objekte aufgeführt, die früher einmal in der Denkmalliste eingetragen waren, jetzt aber nicht mehr. Objekte, die in anderem Zusammenhang – also z. B. als Teil eines Baudenkmals – weiter eingetragen sind, sollen hier nicht aufgeführt werden. Aktennummern in diesem Abschnitt sind ehemalige, jetzt nicht mehr gültige Aktennummern.
| Lage                                | Objekt                              | Beschreibung | Akten-Nr.      | Bild            |
| ----------------------------------- | ----------------------------------- | --- | -------------- | --------------- |
| Pullach Badstraße 8 (Standort)      | Wohnhaus (ehemaliges Altes Kurhaus) | Dreigeschossig, mit Flachsatteldach nach alpenländischer Art und Balkons, Ende 19. Jahrhundert                                                  | D-1-84-139-1   | weitere Bilder  |
| Pullach Heilmannstraße 4 (Standort) | Wohnhaus                            | mit Mansarddach, Zwerchhaus, Erker, Veranda, im barockisierenden Jugendstil, um 1905/10                                                         | D-1-84-139-9 ? | Wohnhaus        |
| Pullach Jaiserstraße 33 (Standort)  | Holzplattenhaus                     | Zweigeschossiger Walmdachbau, 1926 nach Typen-Entwurf von Richard Riemerschmid von der Holzbau- und Plattenbaugesellschaft in München errichtet | D-1-84-139-10  | Holzplattenhaus |